# جون فرازير (منتج أفلام)
جون فرازير (بالإنجليزية: John Fraser)‏ هو منتج أفلام أسترالي، ولد في 19 يونيو 1930 في Petersham, New South Wales ‏ في أستراليا، وتوفي في 1 سبتمبر 2010.

## وصلات خارجية
- جون فرازير على موقع IMDb (الإنجليزية)